# Landespolizei
La Landespolizei (en español: policía estatal) hace referencia a las fuerzas de policía dependientes de los Länder, los estados federados de Alemania. La Landespolizei alemana tiene limitada su jurisdicción  a los estados federados, de los cuales cada uno de ellos dispone de su propia fuerza policial (16 en total).

## Historia

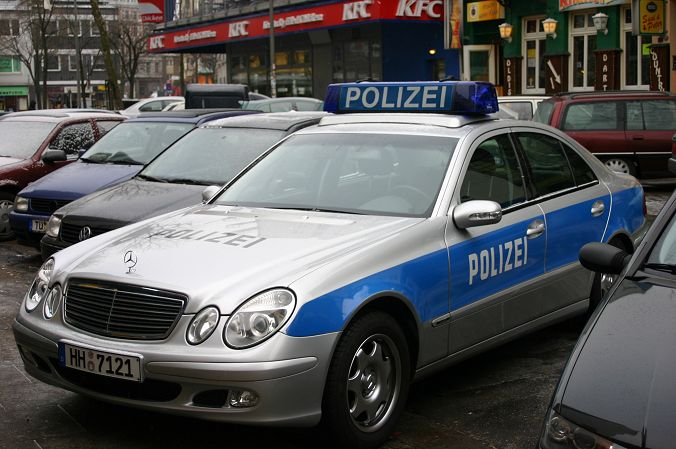
Vehículo de la policía de Hamburgo.

Los orígenes de la Landespolizei pueden rastrearse en la Alemania de finales del siglo XIX, cuando en 1871 el país quedó unificado bajo el gobierno de Otto von Bismarck. Aun así, varios pueblos y ciudades mantuvieron sus propias fuerzas policiales, aumentando el número de nuevas leyes y reglamentos.
En la Alemania nazi todas las fuerzas de policía estatales y locales fueron absorbidas por la Ordnungspolizei, que existió entre 1936 y 1945.
Después de la Segunda Guerra Mundial, la difícil situación que había en la Alemania ocupada de la posguerra sobrepasó la capacidad de sus policías militares. Esto obligó a las potencias aliadas en la Alemania occidental a permitir la formación de fuerzas de policía, incluyendo un pequeño número de unidades fuertemente armadas y militarizadas, según los términos que reflejan las propias estructuras y tradiciones policiales. En las tres zonas aliadas occidentales se puso el énfasis en descentralizar, desmilitarizar y democratizar la policía. Algunas restricciones fueron levantadas debido a que crecieron las tensiones de la Guerra Fría y algunas funciones policiales ganaron una posición mayor que la dirección local. Así, la Landespolizei se acabó convirtiendo en la fuerza de policía de los estados federados en el oeste.
La República Democrática Alemana (RDA) creó una fuerza de policía, la Volkspolizei, cuya jurisdicción abarcaba a toda la RDA. Sin embargo, tras la reunificación alemana en 1990 esta policía fue disuelta y sus efectivos reorganizados según los estándares de la policía occidental alemana.

## Organización

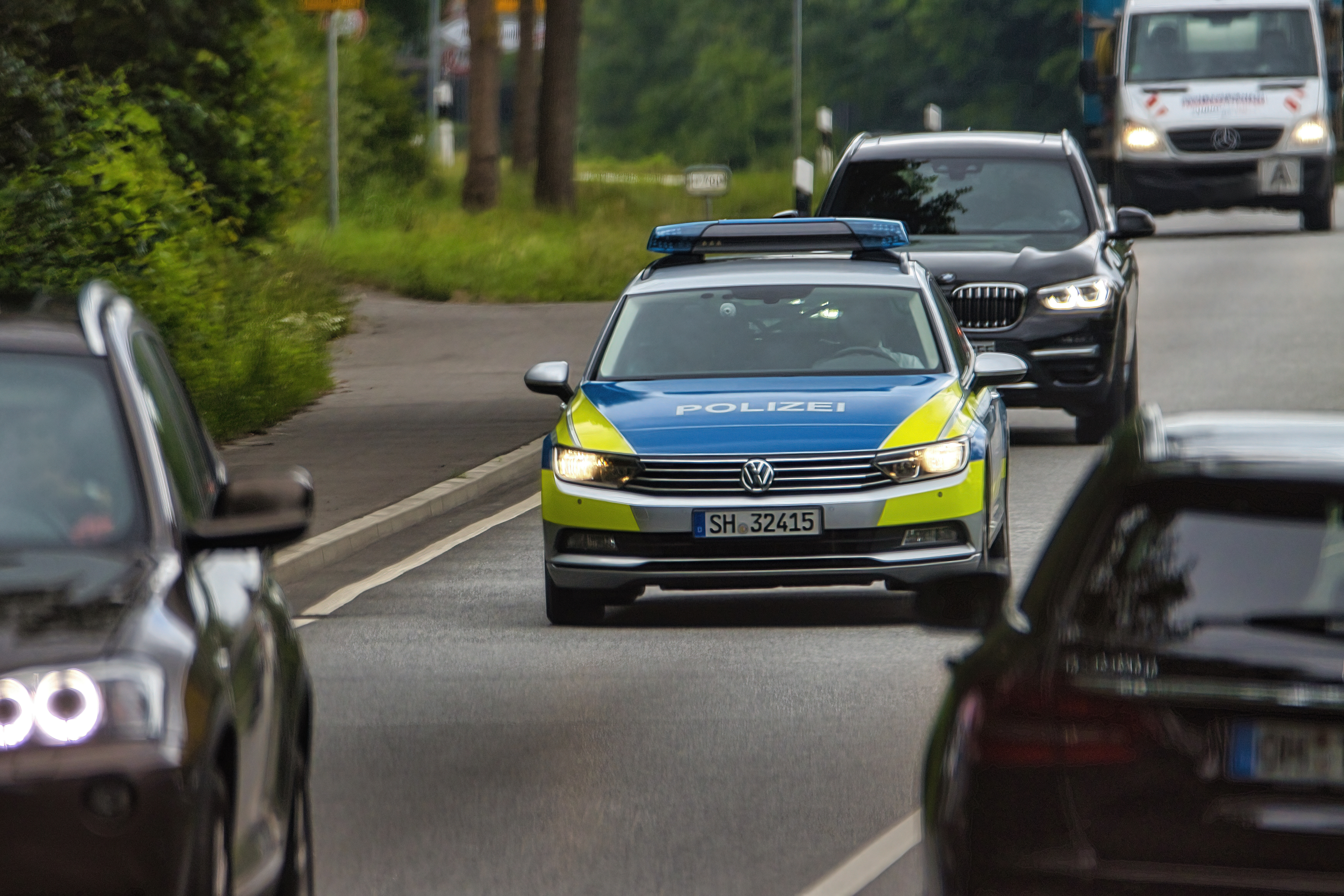
Vehículo de la Policía de Schleswig-Holstein.

Todas las fuerzas de policía estatal están subordinadas al Ministerio del interior de cada Land. Las estructuras internas de las fuerzas policiales son algo diferentes entre sí, lo que hace que las generalizaciones estén sujetas a variación local; por ejemplo, en la mayoría de los estados federados las direcciones regionales de policía son las Präsidium, mientras en que Baden-Wurtemberg se denomina Landespolizeidirektion.

## Schutzpolizei

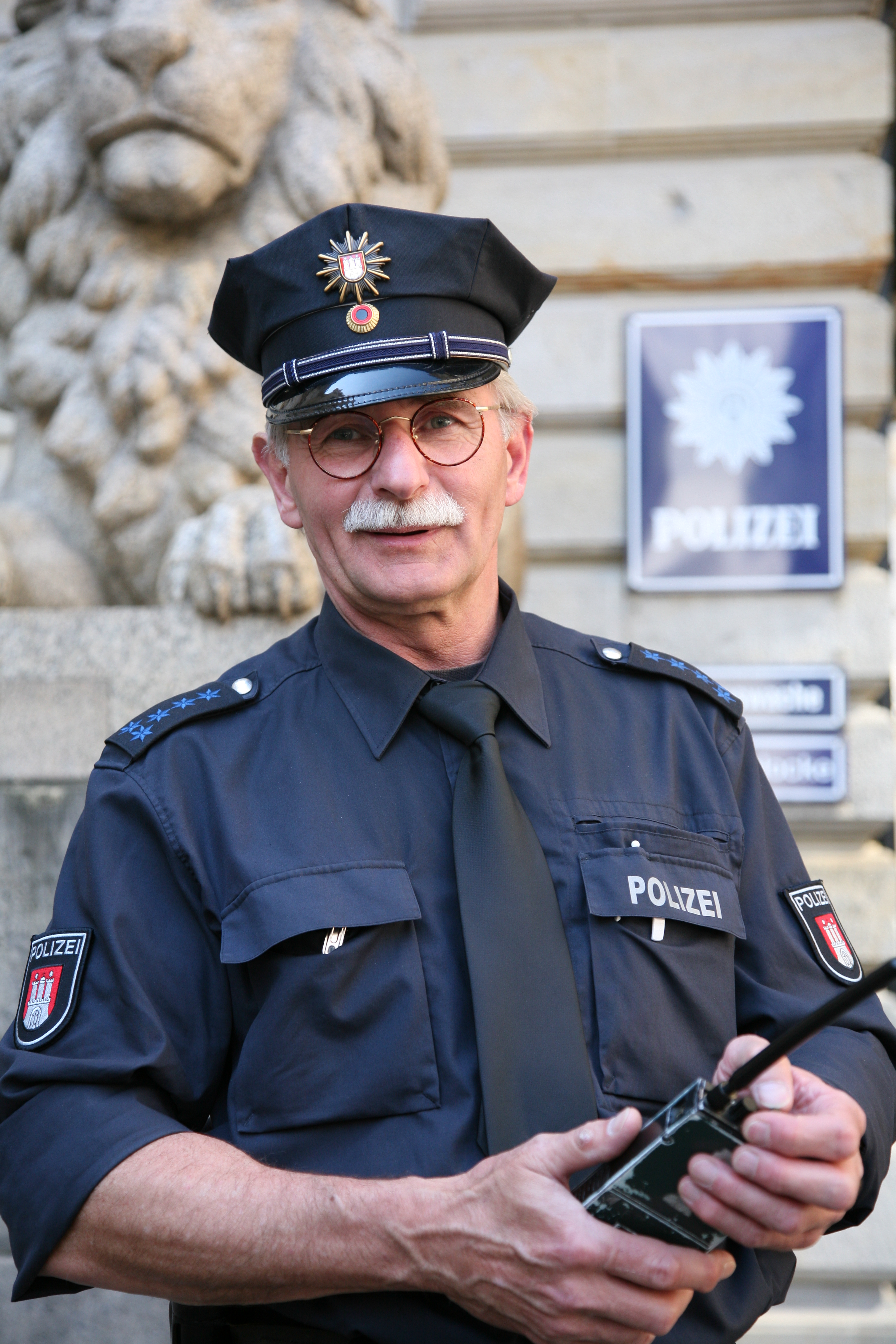
Oficial de la Schutzpolizei de Hamburgo.

La Schutzpolizei o "Schupo", es una ramificación de la Landespolizei, la policía de los estados alemanes. Schutzpolizei significa literalmente "policía de seguridad" o "policía de protección", aunque suele traducirse como "policía uniformada". Generalmente la Schutzpolizei dispone del mayor número de personal, el cual está en servicio las 24 horas del día y que además cuenta con una amplia gama de funciones. Al igual que en muchos otros países, la policía uniformada alemana suele ser la primera en llegar a la escena de un incidente, ya se trate de un asesinato o de un accidente de tráfico. También se hacen cargo de la acción inicial, posteriormente el caso es entregado a los investigadores de la Kriminalpolizei, (Kripo).